# Ерос (филм)
„Ерос“ е антология филм състоящ се от три къси сегмента – „Ръката“ на Уонг Карвай на езика мандарин, „Равновесие“ на Стивън Содърбърг на английски език, и „Опасната нишка на нещата“ на Микеланджело Антониони на италиански език. Филмът е с премиера през 2004 година, всеки от трите сегмента разглежда темите за любовта и секса.

## В ролите

### „Ръката“
| Изпълнител     | Роля                       |
| -------------- | -------------------------- |
| Ли Гонг        | Мис Хуа                    |
| Чен Чанг       | Ксиало Дзанг чирак на Джин |
| Тиен Фенг      | Мистър Джин                |
| Аунти Лук      | Слуга на Хуа               |
| Дзоу Джианджун | Любовник на Хуа            |

### „Равновесие“
| Изпълнител           | Роля           |
| -------------------- | -------------- |
| Робърт Дауни Джуниър | Ник Пенроуз    |
| Алън Аркин           | Д-р Пърл/Хал   |
| Или Китс             | Жената/Сесилия |

### „Опасната нишка на нещата“
| Изпълнител        | Роля           |
| ----------------- | -------------- |
| Кристофер Буххолц | Кристофер      |
| Реджина Немни     | Клое           |
| Луиза Раниери     | Момичето/Линда |